# Ursula Ida Lapp
Ursula Ida Lapp (geborene Emmelmann; * 30. Mai 1930 in Benshausen, Thüringen; † 25. April 2021 in Stuttgart, Baden-Württemberg) war eine deutsche Unternehmerin. Sie war die Ehefrau von Oskar Lapp.

## Leben
1957 hatte Oskar Lapp die erste industriell gefertigte Steuerleitung der Welt entwickelt, die unter der Markenbezeichnung Ölflex vermarktet wurde. In einer Garage in Vaihingen und im Erdgeschoss seines Wohnhauses begann das Ehepaar Lapp mit dem Versand der Kabel. Damals brachte Ursula Ida Lapp die Pakete persönlich zur Post und zur Bahn. In der Folgezeit bauten Oskar und Ursula Ida Lapp den Vertrieb des neuen Produkts gemeinsam auf.
1959 gründeten Ursula Ida Lapp und ihr Mann Oskar Lapp in Stuttgart die nach ihr benannte U.I. Lapp KG. Ursula Ida Lapp war von Anfang an für die Bereiche Buchhaltung, Logistik, Einkauf und Versand verantwortlich. Heute ist die Lapp Holding ein weltweit tätiges Unternehmen im Bereich der Kabeltechnologie mit rund 4.575 Mitarbeitern und 1.128 Mio. Euro Umsatz (2020).
Nach dem Tod von Oskar Lapp führte Ursula Ida Lapp das Unternehmen gemeinsam mit ihren Söhnen Siegbert und Andreas weiter. Bis zu ihrem Tod war sie Vorsitzende des Aufsichtsrats der Lapp Holding AG. Sie war neben der Führungsfunktion im Unternehmen für die CDU im Regionalparlament.

## Ursula-Ida-Lapp-Saal
Nachdem sich das Unternehmen Lapp-Kabel in Höhe von 600.000 Euro beteiligte, konnte im März 2008 das Bürgerhaus Möhringen errichtet werden. Lapp-Kabel erhielt im Gegenzug dafür die Namensrechte für den großen Bürgersaal im Erdgeschoss. Er wurde nach Ursula Ida Lapp, der Frau des Firmengründers Oskar Lapp, benannt.

## Soziales Engagement
Ursula Ida Lapp engagierte sich vielfältig im sozialen und kulturellen Bereich.
Beim baden-württembergischen Landeswettbewerb „Gleiche Chancen für Männer und Frauen im Betrieb“ wurden Ursula Ida Lapp und ihr Sohn Siegbert im Jahre 2008 für die familienfreundliche und soziale Unternehmenskultur der Lapp Gruppe ausgezeichnet.